# Andrographis stenophylla
Andrographis stenophylla är en akantusväxtart som beskrevs av C. B. Cl.. Andrographis stenophylla ingår i släktet Andrographis och familjen akantusväxter. Inga underarter finns listade i Catalogue of Life.